# Землеробство
Землеро́бство (хліборобство, рільництво) — провідна галузь сільськогосподарського виробництва та агрономії, основою якої є використання землі з метою вирощування сільськогосподарських культур; наука, що вивчає загальні прийоми вирощування сільськогосподарських культур і розробляє способи раціонального використання землі та підвищення родючості ґрунту.

## Загальний опис
Існують дві форми землеробства — екстенсивне й інтенсивне. Екстенсивне базується на освоєнні цілинних земель й особливо притаманне ранньому історичному періоду, коли землю обробляли дуже простими знаряддями (палиці-копачки, мотики, соха).
Землеробство об'єднує рільництво, овочівництво, плодівництво, виноградарство, хліборобство, луківництво та ін. Основою землеробства є рослини, головним засобом і предметом праці — земля. Серед цих галузей землеробства головне значення посідало рільництво.

## Землеробство в Україні
Див. Поширення землеробства й скотарства на землях України
Відтворювальна економіка складалася, переважно, на місцевій основі, в Закарпатті та в лісостеповій зоні Прикарпаття і Волині землеробсько-скотарську економіку створювано завдяки прийшлому населенню, яке поступово, з V тис. до н. е. мігрувало на ці території з Південної і Центральної Європи. На тривалий час причорноморські степи та Прикарпаття і Волинь стануть своєрідним осередком, з якого елементи відтворювального господарства поширювалися на інші території України.

## Землеробство Стародавнього Єгипту
Див. Землеробство Стародавнього Єгипту
Землеробство Стародавнього Єгипту — основна галузь економіки давніх єгиптян. Нею займалася переважна більшість населення. Це викликано кліматично-географічними особливостями. Зокрема, наявністю річки Ніл.

## Землеробство інків
Див. Землеробство інків
Землеробство — основа галузь економіки держави інків Тауантінсую. Неї займалася переважна більшість населення імперії, яке оброблювало землю, що належала Сапі Інкі.

## Землеробство ацтеків
Див. Землеробство ацтеків
Землеробство — основа галузь економіки держави ацтеків. Неї займалася переважна більшість населення імперії, яке оброблювало землю. Центром землеробства була Мексиканська долина. Багато знань запозичено від тольтеків, цивілізації Теотіуакана.